# Elina Kolehmainen
Elina Kolehmainen, född Nissinen 19 augusti 1897 i Pielisjärvi, död 4 oktober 1978 i Kotka, var en finländsk skådespelare. Hon tilldelades 1953 Pro Finlandia-medaljen.

## Filmografi[1]
- Tuhottu nuoruus, 1947
- Sången om Forsbyn, 1947
- Kuisma ja Helinä, 1951
- Puutarhuri Pohjantähti, 1962
- Lapsuuteni (TV-serie), 1967
- Tehtaan varjossa, 1969